# Seven de Hong Kong 2002
El Seven de Hong Kong de 2002 fue la vigésima séptima edición del torneo de rugby 7, fue el séptimo torneo de la temporada 2001-02 de la Serie Mundial Masculina de Rugby 7.
Se disputó en la instalaciones del Hong Kong Stadium.

## Fase de grupos

### Grupo A
| Equipo        | Encuentros | Encuentros | Encuentros | Encuentros | Tantos  | Tantos    | Tantos     | Puntos |
| Equipo        | jugados    | ganados    | empatados  | perdidos   | a favor | en contra | diferencia | Puntos |
| ------------- | ---------- | ---------- | ---------- | ---------- | ------- | --------- | ---------- | ------ |
| Nueva Zelanda | 3          | 3          | 0          | 0          | 136     | 7         | 129        | 9      |
| Portugal      | 3          | 2          | 0          | 1          | 59      | 68        | -9         | 7      |
| Escocia       | 3          | 1          | 0          | 2          | 40      | 67        | -27        | 5      |
| Sri Lanka     | 3          | 0          | 0          | 3          | 10      | 103       | -93        | 3      |

Nota: Se otorgan 3 puntos al equipo que gane un partido, 2 al que empate y 1 al que pierda

### Grupo B
| Equipo             | Encuentros | Encuentros | Encuentros | Encuentros | Tantos  | Tantos    | Tantos     | Puntos |
| Equipo             | jugados    | ganados    | empatados  | perdidos   | a favor | en contra | diferencia | Puntos |
| ------------------ | ---------- | ---------- | ---------- | ---------- | ------- | --------- | ---------- | ------ |
| Canadá             | 3          | 3          | 0          | 0          | 65      | 19        | 46         | 9      |
| Sudáfrica          | 3          | 2          | 0          | 1          | 82      | 38        | 44         | 7      |
| Papúa Nueva Guinea | 3          | 1          | 0          | 2          | 28      | 72        | -44        | 5      |
| China Taipéi       | 3          | 0          | 0          | 3          | 31      | 77        | -46        | 3      |

### Grupo C
| Equipo         | Encuentros | Encuentros | Encuentros | Encuentros | Tantos  | Tantos    | Tantos     | Puntos |
| Equipo         | jugados    | ganados    | empatados  | perdidos   | a favor | en contra | diferencia | Puntos |
| -------------- | ---------- | ---------- | ---------- | ---------- | ------- | --------- | ---------- | ------ |
| Samoa          | 3          | 3          | 0          | 0          | 80      | 12        | 68         | 9      |
| Estados Unidos | 3          | 2          | 0          | 1          | 59      | 43        | 16         | 7      |
| Hong Kong      | 3          | 1          | 0          | 2          | 33      | 56        | -23        | 5      |
| Rusia          | 3          | 0          | 0          | 3          | 5       | 66        | -61        | 3      |

### Grupo D
| Equipo        | Encuentros | Encuentros | Encuentros | Encuentros | Tantos  | Tantos    | Tantos     | Puntos |
| Equipo        | jugados    | ganados    | empatados  | perdidos   | a favor | en contra | diferencia | Puntos |
| ------------- | ---------- | ---------- | ---------- | ---------- | ------- | --------- | ---------- | ------ |
| Australia     | 3          | 3          | 0          | 0          | 86      | 7         | 79         | 9      |
| Francia       | 3          | 2          | 0          | 1          | 33      | 48        | -15        | 7      |
| Corea del Sur | 3          | 1          | 0          | 2          | 41      | 64        | -23        | 5      |
| Marruecos     | 3          | 0          | 0          | 3          | 24      | 65        | -41        | 3      |

### Grupo E
| Equipo   | Encuentros | Encuentros | Encuentros | Encuentros | Tantos  | Tantos    | Tantos     | Puntos |
| Equipo   | jugados    | ganados    | empatados  | perdidos   | a favor | en contra | diferencia | Puntos |
| -------- | ---------- | ---------- | ---------- | ---------- | ------- | --------- | ---------- | ------ |
| Fiyi     | 3          | 3          | 0          | 0          | 138     | 0         | 138        | 9      |
| Gales    | 3          | 2          | 0          | 1          | 85      | 24        | 61         | 7      |
| China    | 3          | 1          | 0          | 2          | 34      | 129       | -95        | 5      |
| Singapur | 3          | 0          | 0          | 3          | 14      | 118       | -104       | 3      |

### Grupo F
| Equipo     | Encuentros | Encuentros | Encuentros | Encuentros | Tantos  | Tantos    | Tantos     | Puntos |
| Equipo     | jugados    | ganados    | empatados  | perdidos   | a favor | en contra | diferencia | Puntos |
| ---------- | ---------- | ---------- | ---------- | ---------- | ------- | --------- | ---------- | ------ |
| Inglaterra | 3          | 3          | 0          | 0          | 99      | 10        | 89         | 9      |
| Argentina  | 3          | 2          | 0          | 1          | 87      | 29        | 58         | 7      |
| Japón      | 3          | 1          | 0          | 2          | 38      | 90        | -52        | 5      |
| Tailandia  | 3          | 0          | 0          | 3          | 20      | 115       | -95        | 3      |

## Fase Final

### Cuartos de final
| 24 de marzo | Inglaterra | 19 - 5 | Samoa |  |  |

| 24 de marzo | Gales | 21 - 0 | Canadá |  |  |

| 24 de marzo | Fiyi | 33 - 17 | Australia |  |  |

| 24 de marzo | Nueva Zelanda | 24 - 0 | Argentina |  |  |

### Semifinal
| 24 de marzo | Inglaterra | 19 - 12 | Gales |  |  |

| 24 de marzo | Fiyi | 10 - 7 | Nueva Zelanda |  |  |

### Final
| 24 de marzo | Inglaterra | 33 - 20 | Fiyi |  |  |

| Bandera de Inglaterra  |
| Campeón Inglaterra     |
| 1º título del circuito |